# Crawford Stanley (Buzz) Holling
Crawford Stanley (Buzz) Holling (né le 6 décembre 1930, mort le 16 août 2019) est un écologue canadien, chercheur émérite et Professeur en écologie qui a principalement travaillé à l’Université de Floride. Il fut l’un des concepteurs de la notion de résilience écologique et des théories de l'Économie écologique.

## Biographie
Crawford Stanley Holling est né en 1930 aux États-Unis de parents canadiens. Il a grandi dans le nord de l'Ontario, où il s'est d'abord intéressé à la nature. Adolescent, il était membre du Toronto Junior Naturalistes de terrain du Musée royal de l'Ontario.
Holling a reçu son B.A. et M.Sc. à l’Université de Toronto en 1952 puis son doctorat à l’Université de la Colombie-Britannique en 1957 (thèse sur les composants de la prédation basée sur l’étude de la prédation par de petits mammifères de Neodiprion sertifer).
Il a travaillé plusieurs années au Département canadien des forêts à Sault Ste. Marie, en Ontario.
Après avoir travaillé pour Forêts Canada (Service canadien des forêts), Buzz Holling a été professeur et directeur de l’Institut d’écologie des ressources animales de l’Université de la Colombie-Britannique, directeur de l’Institut international pour l’analyse des systèmes appliqués à Vienne et   chercheur émérite, Arthur R. Marshall. Chaire Jr. en sciences écologiques au département de zoologie de l'Université de Floride.
Il a pris sa retraite de l'Université de Floride en 1999, mais est resté à la faculté comme chercheur émérite.

## Distinctions
Cet écologue a reçu deux prix importants de la Société américaine d'écologie, le prix Mercer attribué à un jeune scientifique en reconnaissance d'un article exceptionnel en écologie (en 1966), et le prix « Eminent Ecologist » pour ses contributions exceptionnelles à la science de l'écologie en 1999.
Il a également reçu le prix commémoratif Kenneth Boulding, en 2000, le prix Volvo de l'environnement en 2008, un doctorat honorifique en sciences de l'Université de Guelph en 1998 et un doctorat honorifique en sciences de l'Université Simon Fraser en 2011. 
Il a été fellow membre de la Société royale du Canada, membre étranger de l'Académie royale des sciences de Suède, a reçu la Croix d'honneur autrichienne pour la science et l'art. En 2009, il a été nommé Officier de l'Ordre du Canada "pour ses contributions novatrices au domaine de l'écologie, notamment pour ses travaux sur la dynamique des écosystèmes, la théorie de la résilience et l'économie écologique" .
Il a été rédacteur en chef (et fondateur) de la revue en ligne en libre accès « Conservation Ecology », ensuite rebaptisée « Ecology and Society ». 
Il a fondé le réseau « Resilience Alliance », un réseau scientifique international[réf. nécessaire].

## Son œuvre
Au cours de ses recherches, C. S. Holling a associé la théorie des systèmes et les sciences de l'écologie avec la modélisation et les simulations et l'analyse des politiques publiques, pour développer des théories intégratives du changement ayant une utilité pratique. 
Il a introduit des idées importantes en écologie et pour  les sciences de l'évolution, dont la résilience écologique, la gestion adaptative, le cycle adaptatif et la panarchie.
Ses premiers travaux comprenaient d'importantes contributions à l'écologie des populations et du comportement. 
Plus tard, il fut l'un des premiers écologues à reconnaître l'importance des dynamiques non linéaire et des équilibres instables pour les écosystèmes et la biodiversité. Ses travaux sur la prédation ont conduit à une série d'articles, dont un article de 1959 devenu un classique de l’entomologie au Canada ; sur le thème des réponses fonctionnelles (relation entre densité de proies et le taux de consommation des proies), une idée qui continue d'être un pivot pour la compréhension des sciences de la biodiversité et en écologie des populations.
En 1973 il publie un article sur la résilience des systèmes écologiques, qui a eu un impact considérable sur l'écologie et les autres sciences naturelles et sociales. 
Il a apporté d'autres idées et concept importantes pour la gestion écologique, la restauration écologique, les notions de gestion adaptative et le cycle adaptatif. Plus récemment, ses travaux sur la structure et la dynamique inter-échelles des écosystèmes ont eu une grande influence dans le monde scientifique. Ce travail a abouti à la publication en 2002 du livre Panarchy : comprendre les transformations des systèmes humains et naturels.
Ses travaux sont fréquemment cités dans les domaines de l'écologie, de la gestion de l'environnement, de l'économie écologique et des dimensions humaines du changement planétaire.

#### De l’auteur
- 1978. Adaptive environmental assessment and management. (Editor) London: John Wiley & Sons.
- 1995. Barriers and bridges to the renewal of  ecosystems and institutions. Edited with L. Gunderson and S. Light (editors) New York, NY: Columbia University Press.Lees, Susan H., « Review of Barriers and Bridges to the Renewal of Ecosystems and Institutions edited by Lance H. Gunderson, C. S. Holling, and Stephen S. Light », Human Ecology, vol. 24, no 1,‎ mars 1996, p. 137–141 (JSTOR 4603189).
- 2002. Panarchy: understanding transformations in human and natural systems. Edited with L. Gunderson, (editors) Washington, DC: Island Press.
- 2008. Discontinuities in Ecosystems and Other Complex Systems. Edited with Craig R. Allen, New York, NY : Columbia University Press.
- 2010. Foundations of ecological resilience. L. H. Gunderson, C. R. Allen, and C. S. Holling, (editors): Island Press.

Parmi ses articles les plus cités, figurent : 
- 1959 "The components of predation as revealed by a study of small mammal predation of the European Pine Sawfly". in: Canadian Entomologist. Vol 91 : 293-320.
- 1973. "Resilience and stability of ecological systems". in: Annual Review of Ecology and Systematics. Vol 4 :1-23.
- 1978, with D. Ludwig, D. and D.D. Jones. in: "Qualitative analysis of insect outbreak systems". Journal of Animal Ecology. Vol 47 (1): 315-332.
- 1990, with C.J. Walters, "Large-scale management experiments and learning by doing", in: Ecology. Vol 71 (6): 2060-2068
- 1992, "Cross-scale Morphology, geometry, and dynamics of ecosystems". in: Ecological Monographs. Vol 62 (4): 447-502
- 1996, with G.K. Meffe. "Command and control and the pathology of natural resource management". in: Conservation Biology. Vol 10 (2): 328-337.